# Astrid Fugellie
Astrid Fugellie Gezan (Punta Arenas, 1949) es una escritora y poeta chilena de ascendencia croata.

## Carrera
Fundó en Punta Arenas la Casa de la Cultura. Es maestra graduada de la Universidad de Chile, y ejerció la actividad en Santiago de Chile.
Es fundadora de la revista El Corchete, y además conduce programas de radio. Ha publicado cerca de una quincena de libros y parte de su obra ha estado presente en antologías tanto chilenas como extranjeras, también ha sido traducida a varios idiomas, entre otros, inglés, francés, alemán, búlgaro, croata, mandarín y mapudungun.
Su dilatada obra abarca lo intrahistórico (Los Círculos), lo histórico antropológico (La Generación de las Palomas), lo lúdico (Llaves para una Maga)y lo trashistórico (Dioses del Sueño).
Su poesía atraviesa un sinfín de temas, desde el exterminio del pueblo indígena hasta el concepto filosófico de lo que representa el humanismo hoy.
"Astrid Fugellie Gezan, una de las voces más trascendentes de la poesía chilena escrita por mujeres y perteneciente a la generación de 1972. Sus libros (...)Los Círculos (1988)(...), entre muchos otros, la convierten en la exponente más relevante de la lírica chilena de origen croata. Con una fuerte preocupación por lo étnico, por la tragedia de los pueblos indígenas de Magallanes y de Chile entero, su obra se alza como un grito desgarrado donde la poeta asume el dolor colectivo para dolerse descarnadamente por su tierra herida. (Andrés Morales)
Recorrer los ocho libros publicados hasta ahora por Astrid Fugellie, desde Poemas aparecido en Punta Arenas en 1966 cuando su autora tenía 17 años, hasta La generación de las palomas del 2005, es entrar en una de las poéticas más amplias y originales de la poesía chilena actual. Ella paulatinamente nos va revelando una cara del mundo en la cual la experiencia personal se funde a menudo con la historia y lo colectivo, en una suerte de confrontación permanente que va de lo cotidiano a lo religioso, del susurro a la profecía, de lo ancestral a lo presente, mostrándonos que aquello que entendemos por privado es también una dimensión de lo colectivo y que lo colectivo a su vez es un hecho íntimo, personal, que acaece en la soledad de nuestra experiencia. (Raúl Zurita, prólogo de Antología 40 años)
Los Círculos de Astrid Fugellie es uno de los grandes libros de la poesía chilena de las últimas décadas. Publicado en Chile en plena dictadura militar, las voces aquí nos recuerdan el origen oral de toda la poesía al mismo tiempo que, como Rulfo, como Faulkner, como Arguedas, recupera y construye un sonido, el del sur de América: de sus pueblos originarios, de sus soledades, de sus sometimientos, que para los nuevos lectores de poesía pasará también a ser una de sus patrias. Ese universo de palabras, de murmullos y conversaciones, le devuelven a la poesía la concretud de un espacio haciéndola parte de ese gran memorial del lenguaje donde los seres humanos recuperan la dignidad de sus palabras arrebatadas (Raúl Zurita).

## Obra
- 1966 Poemas
- 1969 Siete poemas
- 1975 Una casa en la lluvia
- 1983 ¿Quién soy?
- 1984 Las jornadas del silencio
- 1986 Travesías
- 1987 Chile enlutado
- 1987 A manos del año
- 1988 Los círculos
- 1991 Dioses del sueño
- 1999 Llaves para una maga
- 2003 De ánimas y mandas, animitas chilenas desde el subsuelo
- 2005 La tierra de los arlequines, ese arco que se forma después de la lluvia
- 2005 La generación de las palomas
- 2008 Antología 40 años
- 2010 En Off[2]
- 2015 ¿Existe una mala muerte?

## Premios
- 1988 Premio de la Academia Chilena de la Lengua, por Los círculos.[2]
- Concurso literario Rostro de Chile.
- Diploma de honor en el concurso literario La Prensa Austral.